# Clienteling
Clienteling és una tècnica utilitzada per les empreses de retail per establir relacions a llarg termini amb els seus clients clau basats en dades sobre les seves preferències, comportaments i compres.
L'objectiu del Clienteling és orientar l'empresa per oferir al client un servei més personal i informat que pugui influir en el comportament del client relacionat amb la freqüència de les compres, l'augment del valor de transacció mitjana i altres indicadors clau de rendiment retail. Des de la perspectiva del client, clienteling "podria afegir un toc personal" a l'experiència del client.

## Programari Clienteling
Si bé en la seva essència, la Clienteling és una tècnica de vendes, actualment el terme s'usa per a descriure les eines de programari que assisteixen a la venda i que es fan servir per a donar suport a les activitats que contribueixen a construir la relació entre la marca i el client.
El clienteling basat en programari ofereix l'avantatge de recopilar les dades / informació sobre el client a través de diferents canals d'interacció, acumular-la en una base de dades per al seu ús posterior.
El programari Clienteling també proporciona eines digitals en dispositius mòbils o estacions fixes destinades a permetre als minoristes (retailers) establir relacions d'aprenentatge duradores amb els seus clients.Si bé l'historial de vendes recopilat en les plataformes de gestió de relacions amb el client (CRM) pot proporcionar certa informació sobre les tendències d'un client, aquesta informació pot augmentar-se amb les dades recopilades per l'empresa que treballa directament amb un client, que pot millorar el perfil del client a través d'interacció cara.

## Ús a les botigues minoristes
El 2014, es va implementar una solució de clientela basada en programari a l'iPad a més de 3.500 associats a Saks Fifth Avenue. Ralph Lauren també ha utilitzat la clientela per convidar compradors selectes a esdeveniments especials de compres.